# Matthew Kneale
Œuvres principales
- Les Passagers anglais (2000)

Matthew Kneale, est un écrivain anglais, né le 24 novembre 1960 à Londres. Il est le fils des écrivains et scénaristes Nigel Kneale et Judith Kerr.

### Romans et nouvelles
- Whore Banquets, 1987 - Prix Somerset-Maugham 1988

réédité en 2002 sous le titre Mr Foreigner
traduction : Cauchemar nippon, Belfond, 2004
- Inside Rose's Kingdom, 1989
- Sweet Thames, 1992 - Prix John-Llewellyn-Rhys 1992

traduction : Douce Tamise, Belfond, 2003
- English Passengers, Londres, Hamish Hamilton, 2000 - Whitbread Prize du meilleur roman et du meilleur livre de l'année 2000[1] - Finaliste du Booker Prize 2000.

traduction de Georges-Michel Sarotte : Les Passagers anglais, Belfond, 2002 - Prix Relay du roman d'évasion 2002
- Small crimes in an age of abundance, 2005 (recueil de nouvelles)

traduction : Petits crimes dans un âge d’abondance, Belfond, 2005
- Powder, 2006
- When we were Romans, 2007

traduction : Maman, ma sœur, Hermann et moi, Belfond, 2009

### Essai
- An Atheist's History of Belief, 2013

## Prix et distinctions
- Prix Somerset-Maugham 1988 pour Whore Banquets (réédité en 2002 sous le titre Mr Foreigner) (traduction : Cauchemar nippon, 2004)
- Prix John-Llewellyn-Rhys 1992 pour Sweet Thames (trad. : Douce Tamise, 2003)
- Whitbread Prize du meilleur roman et du meilleur livre de l'année 2000[1] pour Les Passagers anglais
- Finaliste du Booker Prize 2000[1] pour Les Passagers anglais
- Sélection du Prix Miles Franklin 2000 — premier auteur non-australien sélectionné pour ce prix[3] depuis sa création en 1957 — pour Les Passagers anglais
- Prix Relay du roman d'évasion 2002[2] pour Les Passagers anglais
- (Prix Baudelaire 2003 (meilleure traduction d'un roman anglais)[4] pour Georges-Michel Sarotte, pour Les Passagers anglais)

## Adaptation cinématographique
- 2011 : Une pure affaire, comédie française réalisée par Alexandre Coffre, adaptation de son ouvrage Powder (2006).